# 20. ročník People's Choice Awards
20. ročník People's Choice Awards se konal 8. března 1994 ve studiích Universal Studios v Hollywoodu. Moderátor večera byl Paul Reiser. Ceremoniál vysílala stanice CBS.
Steven Spielberg získal speciální ocenění za jeho veškerou práci ve filmovém průmyslu.

## Vítězové
Tučně jsou označeni vítězové.

### Film
| Nejlepší film                    | Nejlepší filmové drama                        |
| -------------------------------- | --------------------------------------------- |
| Jurský park                      | Firma                                         |
| Nejoblíbenější filmová komedie   | Nejoblíbenější herec: komedie                 |
| Mrs. Doubtfire – Táta v sukni    | Robin Williams, Mrs. Doubtfire – Táta v sukni |
| Nejoblíbenější herečka: komedie  | Nejoblíbenější herec: drama                   |
| Whoopi Goldberg, Made in America | Tom Cruise, Firma                             |
| Nejoblíbenější herečka: drama    |                                               |
| Julia Roberts, Případ Pelikán    |                                               |

### Televize
| Nejoblíbenější televizní komedie               | Nejoblíbenější televizní drama                   |
| ---------------------------------------------- | ------------------------------------------------ |
| Kutil Tim                                      | Policie New York                                 |
| Nejoblíbenější nový televizní seriál: drama    | Nejoblíbenější nový televizní seriál: komedie    |
| Pohotovost                                     | Frasier (remíza) Grace v jednom kole (remíza)    |
| Nejoblíbenější televizní herec                 | Nejoblíbenější televizní herečka                 |
| Tim Allen, Kutil Tim                           | Roseanne Barr, Roseanne                          |
| Nejoblíbenější televizní herec v novém seriálu | Nejoblíbenější televizní herečka v novém seriálu |
| Kelsey Grammer, Frasier                        | Brett Butler, Grace v jednom kole                |

### Hudba
| Nejoblíbenější zpěvačka        | Nejoblíbenější zpěvák |
| ------------------------------ | --------------------- |
| Reba McEntire                  | Garth Brooks          |
| Nejoblíbenější hudební skupina |                       |
| Aerosmith                      |                       |